# 施孝榮
施孝榮（1959年7月6日—），臺灣校園民歌歌手，活躍於1980年代初至中期。

## 生平
施孝榮出生於屏東縣，有排灣族背景。從小在基督教的家庭長大，直到大學四年級時才在國立臺灣師範大學對面的台北市召會第三聚會所受浸。
從小熱愛國術，特別專研南少林拳的羅漢拳，並於1978年（民國67年）參加中華民國國術協會「世界杯國術比賽」奪得冠軍，因此保送國立臺灣師範大學體育學系。
大學二年級時，參加第三屆金韻獎，初賽唱李達濤作曲的〈再別康橋〉，複賽唱李泰祥作曲的〈橄欖樹〉；決賽再次選擇演唱〈再別康橋〉，最終獲得優勝。隨後便推出首支單曲《歸人沙城》（收錄於《金韻獎5》合輯中），並有個人專輯問世。大學畢業後曾經在新北市立五股國民中學任教。
近年從事傳福音、創作福音詩歌、樂器歌唱教學，以及製作、參與一些民歌演唱會。其妻陳之言是素人畫家、前國家實驗研究院員工。

## 作品
主持
- 中國電視公司《黃金假期 海陸大進擊》（先與紀芳玲主持，後與馬維欣主持）
- 中國電視公司《黃金假期 歡樂總動員》（與馬維欣主持）
- 衛視中文台《美夢成真》（與蔡閨主持）
- 中央廣播電臺《笑容時間》

電視劇
- 中華電視公司《大兵日記》飾 賴熊
- 中華電視公司《兄弟有緣》飾 阿德
- 中華電視公司《阿足》飾 阿伊達
- 台灣電視公司《台灣廖添丁》飾 鈴木
- 民間全民電視公司《民視劇場—聽海》飾 比得

電影
- 《報告班長2》（1988年）飾 吳茂男
- 《過河小卒》（1989年）飾 施全
- 《超級班長》（1996年）飾 林金山
- 《英雄向後轉》（1997年）飾  春生叔
- 《超級天兵之機車班長》（1998年）飾 林旺福
- 《小卒戰將》（1999年）飾 巡邏員警

## 外部連結
- 中央廣播電臺主持人施孝榮 （页面存档备份，存于）